# Pontamafrey-Montpascal
Pontamafrey-Montpascal este o comună în departamentul Savoie din sud-estul Franței. În 2009 avea o populație de 339 de locuitori.

## Evoluția populației
| An        | 1975 | 1982 | 1990 | 1999 | 2006 | 2009 |
| --------- | ---- | ---- | ---- | ---- | ---- | ---- |
| Populație | 189  | 197  | 301  | 350  | 345  | 339  |